# Plagiochila incrassata
Plagiochila incrassata là một loài rêu trong họ Plagiochilaceae. Loài này được Stephani mô tả khoa học đầu tiên năm 1904.